# Ernesto Formenti
Ernesto Formenti (* 2. August 1927 in Seregno, Provinz Mailand; † 5. Oktober 1989 in Mailand) war ein italienischer Boxer.

## Laufbahn
Bei den Olympischen Spielen 1948 in London gewann er die Goldmedaille im Federgewicht. Er besiegte dort im Finale den Südafrikaner Dennis Shepherd.
Als Profi absolvierte er zwischen 1950 und 1954 insgesamt 35 Kämpfe. Im Juni 1950 sicherte er sich durch einen Disqualifikationssieg über Alvaro Cerasani den nationalen Meistertitel im Federgewicht und verteidigte ihn zwei Mal, bevor er ihn niederlegte. Am 28. Januar 1953 kämpfte er um die italienische Meisterschaft im Leichtgewicht gegen Duilio Loi, verlor allerdings durch technischen K. o. in der neunten Runde.